# Doom 64
Doom 64 est un jeu vidéo de tir à la première personne développé et édité par Midway Games et sorti le 2 décembre 1997 sur Nintendo 64. Il fait partie de la série des Doom et fait suite à Doom II: Hell on Earth. Il ressort officiellement le 20 mars 2020 sur Xbox One, PlayStation 4, Nintendo Switch et PC (via Steam) ainsi que le 12 mai 2020 sur Google Stadia, agrémenté d'un épisode supplémentaire appelé The Lost Levels.

## Trame
À la suite des événements des deux premiers Doom, le Space Marine ayant vaincu les forces démoniaques directement en Enfer, les stoppant dans leur invasion de la Terre, revient sur sa planète et effectue son rapport, indiquant les événements survenus sur les lunes de Mars, Phobos et Deimos, où les démons proliféraient toujours. Dans un ultime effort contre les forces de l'Enfer, les forces militaires décidèrent de bombarder les lunes à l'aide de bombes nucléaires, de façon à tuer tous les démons restants. Le projet fut un succès presque entier, car quelque chose avait survécu. Les radiations ayant grillé les détecteurs de l'armée, la chose a pu s'infiltrer sans être repérée. Cette mystérieuse entité, possédant le pouvoir de ressusciter les démons, recréa l'armée de monstres, et la rendit plus forte que jamais, modifiant l'apparence des créatures dans le processus. Un groupe d'intervention composé de Marines fut chargé de bloquer la progression de cette nouvelle menace, mais le groupe fut sauvagement attaqué, puis fut massacré par ces nouveaux monstres sans pitié. Le joueur est le seul survivant du groupe, n'ayant que pour seule arme un pistolet.

### The Lost Levels
Ce chapitre se déroule après les événements qui ont conduit le Space Marine à tuer la "Mother Demon" dans la campagne originale. Le début de l'épisode voit le Space Marine expulsé de l'enfer sur une base éloignée de l'UAC sans aucune de ses armes y compris le Unmaker et les clés du démon. Cela s'est produit grâce aux pouvoirs de la sœur de "Mother Demon", connue sous le nom de "Sister Resurrector", qui en bannissant le Space Marine espérait arrêter la quête contre l'enfer de ce dernier. Le Space Marine doit donc de nouveau se frayer un chemin pour retourner en enfer, récupérer l'Unmaker et les trois clés du démon, puis prendre sa revanche pour continuer sa croisade contre l'enfer.
Nota Bene:
Pour enlever toute ambiguïté avec le nom de cet épisode et un add-on existant sur PC, il est important de noter qu'il ne faut pas confondre cet épisode avec un pack d'anciens niveaux appelés "PSX Doom: The Lost Levels" 
et destiné au mod "Playstation Doom TC" visant à fournir une conversion des niveaux de Doom qui n'ont pas été inclus à l'origine dans les portages de Doom et Final Doom sur la Sony PlayStation. Les cartes réutilisent la bande son originale de PSX Doom et Final Doom, bien qu'un pack musical optionnel propose de nouvelles musiques d'ambiance créées par DeXiaZ.

## Système de jeu

### Contenu
Une liste de certaines différences avec les précédents jeux PC de Doom peut être établie :
- 32 niveaux totalement inédits (+7 niveaux supplémentaires, soit un total de 40 pour la réédition de 2020).
- De nouveaux sprites pour tous les monstres, armes, objets et projectiles. Ceux-ci ont été filtrés pour éviter une pixellisation lorsque le sprite se trouvait trop près de la vue du joueur (effet de zoom).
- Une palette de couleurs plus sombre pour renforcer l'atmosphère effrayante du titre.
- Certains monstres (les Commandos, Arch-Viles, Revenants et Spiders Mastermind) ont été retirés par manque de place sur la cartouche (un problème récurrent sur la Nintendo 64).
- De toutes nouvelles textures, des ciels ont été réalisés, ainsi que des scripts totalement refaits.
- De nouveaux pièges, basés sur des systèmes de boutons et de secteurs, incluant des éléments nouveaux (boule de feu, aiguilles, etc.).
- Le point de vue du joueur se situe au niveau du torse, non plus au niveau des yeux, ce qui a pour effet de rendre tous les éléments plus grands.
- La musique est désormais plus sombre, pesante, et n'est plus constituée de rock au format MIDI.
- Utilisation plus poussée du registre satanique (pentagrammes, croix inversées, objets et restes de sacrifices...) que la version PC, ne s'en servant que pour le contexte, alors qu'il sert ici à effrayer le joueur.
- Des effets graphiques plus poussés (lumière, brouillard, etc.).
- Améliorations des armes, afin de les rendre plus dévastatrices que dans les autres versions (des modifications au niveau des mouvements ont aussi été réalisées pour renforcer le réalisme, comme un recul très marqué lors d'un tir de lance-roquettes).
- Un nouveau boss de fin, totalement différent de celui de la version PC.

### Armes
Toutes les armes du jeu original sont présentes (poing, tronçonneuse, pistolet, fusil à pompe, fusil de chasse, minigun, lance-roquettes, fusil à plasma et le BFG 9000 (en)), mais ont reçu de nouveau graphismes,. La tronçonneuse a maintenant deux lames, le joueur frappe avec des gants ensanglantés et plus un poing américain, le fusil à plasma possède un mini-générateur électrique qui s'active lorsque le joueur ouvre le feu et le fusil de chasse recharge plus rapidement, mais possède désormais lui aussi un recul. Une nouvelle arme — l'Unmaker — fait également son apparition dans cet opus. Elle utilise les mêmes munitions que le BFG 9000 et le fusil à plasma (des cellules d’énergie) et s'inspire de la « Doom Bible », le document de conception rédigé par Tom Hall pendant le développement de Doom. L'Unmaker y est décrit comme une arme de technologie démoniaque, fait d'os de démons sacrifiés. Celle-ci peut être améliorée avec les trois clés démoniaques du jeu, renforçant le rayon de base de l'arme. La première clé augmente sa vitesse de tir, la seconde ajoute un second rayon au premier, et la troisième rajoute un dernier laser, améliorant la puissance des rayons. L'arme complétée est capable de tirer ses trois rayons sur une cible, mais peut aussi tirer ses lasers sur trois cible différentes.

## Développement
Le studio de San Diego de Midway Games commence le développement de Doom 64 fin 1994 sous la supervision des développeurs du jeu original, id Software,. Le jeu est d'abord baptisé The Absolution mais le titre est finalement changé en faveur de Doom 64 pour bénéficier de la reconnaissance de la licence. Midway Games souhaite au départ inclure dans le jeu l'ensemble des monstres du jeu original, ainsi que des niveaux supplémentaires, mais le délai imposé et le manque de place disponible sur les cartouches de la Nintendo 64 les obligent à mettre de côté certains des monstres et niveaux initialement prévus. Du fait des limitations de la console, ils décident également de ne pas inclure de mode multijoueurs. Ils jugent en effet qu'en mode écran divisé, le jeu souffe d'importants ralentissements et que le mode multijoueur est beaucoup moins intéressant lorsqu'il est possible de voir la position des adversaires. Après la sortie du jeu, l'équipe de Midway Games envisage de développer une suite, Doom 64 2, mais le projet est finalement abandonné du fait de l'obsolescence du moteur de Doom par rapport à celui de jeux de tir à la première personne plus récents comme Quake,.
La musique et les sons ont été produits par Aubrey Hodges, qui avait déjà produit les nouveaux sons et les nouvelles musiques pour le portage PlayStation de Doom, deux ans auparavant.

## Accueil
| Doom 64    |      |       |
| Média      | Nat. | Notes |
| GameSpot   | US   | 48 %  |
| IGN        | US   | 74 %  |
| Consoles + | FR   | 95 %  |
| Joypad     | FR   | 86 %  |

La principale critique fut l’absence totale de support multijoueur.

## Portage
En 2008, sort un portage non officiel de Doom 64 pour PC nommé Doom 64 EX. Le but est de reproduire le plus fidèlement possible le jeu sur PC (quelques options comme l'utilisation du clavier+souris sont présentes mais sans plus). À noter que ce port ne fonctionne que si l'on possède le jeu original sous forme de "ROMs". Il est à signaler que l'auteur de Doom 64 EX avait précédemment tenté d'adapter le jeu sur PC en 2003 avec Doom 64: Absolution (également connu sous le nom de Doom 64 TC) et destiné à Doomsday, mais bien qu'assez proche il est beaucoup moins fidèle et précis que Doom 64 EX.
D'autres projets non officiels sont également disponibles comme Brutal Doom 64, en 2016 destiné principalement à GzDoom et ajoutant un lot important de modifications dont l'objectif est de donner davantage plus de fun dans l'expérience de jeu, ou encore avec Doom64 Retribution la même année et destiné également à GzDoom et créé parce que Doom 64 EX (et précédemment Doom 64 TC) n'est pas fait pour GzDoom et parce que Brutal Doom 64 est très modifié par rapport à l'original et n'est plus fidèle, Retribution s'efforce donc d'être le portage de Doom 64 pour GzDoom le plus exemplaire possible même s'il ne s'agit pas d'une ré-implémentation fidèle à 100%. En effet Retribution fonctionne dans les limites du moteur de GzDoom et met également à jour plusieurs graphiques. En outre, en plus des niveaux originaux, il contient de nouveaux épisodes composés des niveaux de Doom 64 Absolution et réalisé par des passionnés.
En 2020 sort Doom Eternal et par la même occasion une version de Doom 64 est également disponible sur PC, Xbox One, PlayStation 4, Nintendo Switch et par la suite sur Google Stadia. Il a fait office de bonus de précommande puis fut proposé à la vente séparément. Ce portage (rétro-conçu comme pour Doom 64 EX) est le travail effectué par Nightdive Studios qui utilise son propre moteur de jeu appelé KEX Engine v3 et créé en grande partie par Samuel "Kaiser" Villarreal (auteur de Doom 64 EX) qui travaille au sein de cette même société. Cette version ajoute un nouveau chapitre nommé The Lost Levels qui est débloqué après avoir achevé la campagne originale ou en finissant le niveau super secret "Hectic". Il est destiné à relier les événements de la série Doom classique à ceux de Doom (2016) et Doom Eternal. En outre, une scène liant Doom 64 et Doom (2016) peut être vue dans Doom Eternal (en corrélation avec la cinématique de fin de jeu de Doom 64).